# Zarzal (ort)
Zarzal är en ort i Colombia.   Den ligger i departementet Valle del Cauca, i den centrala delen av landet, 220 km väster om huvudstaden Bogotá. Zarzal ligger 921 meter över havet och antalet invånare är 28 761.
Terrängen runt Zarzal är huvudsakligen platt, men åt sydost är den kuperad. Runt Zarzal är det ganska tätbefolkat, med 124 invånare per kvadratkilometer. Zarzal är det största samhället i trakten. Omgivningarna runt Zarzal är en mosaik av jordbruksmark och naturlig växtlighet.